# 緊急発進セイバーキッズ
『緊急発進 セイバーキッズ』（きんきゅうはっしん セイバーキッズ）は、1991年2月19日から1992年2月11日まで、全50話（本編47話、総集編3話）がテレビ東京系列にて放送されたSFアニメ。

## あらすじ
今より遠くない未来、人々は高度に発達したロボット技術の恩恵を受けて、平和に暮らしていた。そんなおり、Dr.バグ率いるスクラップ団が地球に破壊と混乱を招くべく活動を開始。彼の野望を打ち砕く立ち上がったのは、天神林ファミリーが経営するロボットの開発＆レンタルの老舗の会社ぷかりんカンパニー。子供たちで構成されたレスキュー隊セイバーキッズが、Dr.バグの野望を打ち砕いていくのであった。

## 登場人物
天神林 ゴウ（）
声 - 松井摩味
末っ子。次男。スカイセイバーのパイロット。少々ませた男の子であるが、発明好きで、祖父松五郎の助手を務めている。
天神林 ケン（）
声 - 高木渉
長男。キャリアセイバーの主パイロット。しっかり者の優しい兄だが、ちょっとぼーっとしたところがある。ぷかりんカンパニーでは営業を担当。
天神林 ラン（）
声 - 山崎和佳奈
長女。真ん中。キャリアセイバーの副パイロットおよびランセイバーのパイロット。男勝りで空手を得意としている。スタイルがよくゴウや松五郎にちょっかいを出されることがある。
天神林 松五郎（）
声 - 石森達幸
祖父。ぷかりんカンパニーの創設者。年の割には子供ぽいところもあり、女好きだが著名な科学者。ロボットの開発を担当し各セイバーを開発した。たまにキャリアセイバーで飛び出すこともある。
天神林 竹男（）
声 - 田中和実
父。ぷかりんカンパニーの経営者。妻、梅子に尻に敷かれているが、セイバーキッズの司令官も務めている。会社の経営はあまりうまくいっていない。
天神林 梅子（）
声 - 高木早苗
母。しっかり者で天神林ファミリーのまとめ役。落ち着いた優しい母親だが、切れると怖い。ケンとともに営業もやっていた。
Dr.バグ（ドクター.バグ）
声 - 肝付兼太
「地球に破壊と混乱を!」と陰謀を巡らしているが、いつもギリギリのところで、セイバーキッズに阻止されている。第二次世界大戦中のドイツ兵のような格好をしており、4本の真空管を差し込まれた頭を鉄兜の下に隠している。性格は残忍で破壊を混乱を好んでいるが、オメガとイプシロンが毎度ヘマをするため頭を悩ませている。元々は平和を愛する優秀な科学者であったが、ある事件をきっかけに性格が変わってしまった。
オメガ：松尾銀三／イプシロン：山口健
スクラップ団の隊員。といっても、Dr.バグと3人しかいない。銀色で太めのロボットがオメガ。金色で背高ノッポのロボットがイプシロン。失敗をいつも押しつけられて愚痴をこぼしている。オンボロっぽく見える外見とは裏腹に、実際はメチャクチャ強いのだが…。

## 登場メカ
スカイセイバー
セイバーキッズの主力戦闘機。ゴウがパイロット。
通常はA-10のようなエンジンを背負う形の亜音速戦闘機だが、エンジンを機体後方に移動させ、機首を回転、翼を後方に移動させることで、超音速戦闘機に変形できる。武装は機首と翼の両端のレーザー砲とミサイル。開発者は天神林松五郎であり、改造にゴウも参加。何度となく改造が施されて、超音速タイプでは世界最高速度を樹立した（非公式）。
キャリアセイバー
セイバーキッズの輸送および早期警戒機。ケンが主パイロット、ランが副パイロット。
各種レスキューツールやレスキューマシンなどを、巨大なコンテナに格納し現地まで運ぶ。通常はぷかりんカンパニーの輸送機としても使われている。警戒機としての機能も備わっており、レドームを背負い情報収集も可能。武装はミサイルのみ。コックピット下部にランセイバーを格納している。
ランセイバー
セイバーキッズの小型戦闘機。ランがパイロット。
キャリアセイバーのコックピット下部に格納され、空中で分離する。攻撃能力があまりないキャリアセイバーの護衛機として活躍。水中も活動できる。武装は機首のロケットアンカー、レーザー砲、ミサイル。
ぷかりん号（移動基地）
ぷかりんカンパニーの本社および開発室。セイバーキッズの基地でもあり、天神林ファミリーの家。世界のどこかを飛行して、各地でロボットのレンタルや販売の営業を行っている。巨大な双胴硬式飛行船の形をしているが、気嚢に見える箇所にはガスは詰まっておらず（その代わり、その中にはグレートセイバー及びウィングセイバーが封印されていた）、一度だけ戦闘に参加し、気嚢の片方の先端からビームを発射した。
グレートセイバー / ウイングセイバー
18年前にあまりにも強すぎるため、開発者の松五郎が封印した巨大ロボットとその翼（合体可能）。オンボロに見えるが、この作品内では無敵を誇っており、最終話に登場したラスト長官の戦闘ロボットを戦闘開始から15秒、それも片腕だけで破壊した。ぷかりんカンパニーの移動基地の気嚢に見える箇所に封印されている。ロボット・グレートセイバーの方には竹男、その翼・ウィングセイバーの方には梅子が搭乗。ふたりとも、その昔は正義の味方として活躍していたらしいが、今ではその面影はない。
ラスト長官の戦闘ロボット
正規軍の長官、ラスト長官が乗っていた巨大ロボット。最初は味方のフリをしていたが、セイバーチームと敵対。スカイセイバー、キャリアセイバー、ランセイバーを破壊したが、直後に復活したグレートセイバーとウイングセイバーに僅か15秒で破壊される。

## スタッフ
- 原作 - モンキー・パンチ
- プロデューサー - 清水睦夫⇒野口彰、小水流正勝、岩田幹宏
- チーフディレクター - 亀垣一
- キャラクターデザイン・総作画監督 - 鍋島修
- 美術監督 - 龍池昇
- メカニカルデザイン監修 - 大塚康生
- メカニカルデザイン - STUDIO OX
- 音楽 - 加藤みちあき、飛澤宏元
- 音響監督 - 小松亘弘
- 製作 - テレビ東京、創通エージェンシー、東京ムービー新社

## 主題歌
オープニングテーマ「Dancing Beat」
作詞・作曲・編曲・歌 - LOVERS
エンディングテーマ「TAKE A CHANCE」
作詞・作曲・編曲・歌 - LOVERS
上記2曲を収録したCDシングルは、スターチャイルドから発売された。
　

## 各話リスト
地方によっては47話までしか放送枠が無かったため、50話分取ってある地域のために最終回後の3話分の放送枠を、総集編として作成し放送された。
| 話 | 放送日         | サブタイトル                       | 脚本              | 絵コンテ   | 演出       | 作画監督          | デストロイド                                                     |
| -- | -------------- | ---------------------------------- | ----------------- | ---------- | ---------- | ----------------- | ---------------------------------------------------------------- |
| 1  | 1991年 2月19日 | 出動!パラダイス島を救え!           | 山崎忠昭          | 長岡康史   | 亀垣一     | 鍋島修            | ドラゴン型デストロイド ナマズ型デストロイド                      |
| 2  | 2月26日        | 消防ロボットの暴走                 | 橋本裕志          | 飯島正勝   | 飯島正勝   | 鍋島修            | 消防ロボ改造デストロイド                                         |
| 3  | 3月5日         | 狙われたクジラ                     | 平柳益実          | 西澤晋     | 元永慶太郎 | 鍋島修            | 蟹型デストロイド                                                 |
| 4  | 3月12日        | 常夏の地に雪が降る                 | 中島康雅          | 康村諒     | 風康史     | 鍋島修            | スーパーデストロイド                                             |
| 5  | 3月19日        | グルメで大戦争                     | 山崎忠昭          | 葛谷直行   | 亀垣一     | 鍋島修            | タコ型デストロイド                                               |
| 6  | 3月26日        | 夢の空中遊園地                     | 平柳益実          | 西澤晋     | 元永慶太郎 | 鍋島修            | 重機デストロイド                                                 |
| 7  | 4月2日         | ハイウェイ大混乱!                  | 橋本裕志          | 長岡康史   | 長岡康史   | 長岡康史          | 破壊用デストロイド数体                                           |
| 8  | 4月9日         | ママが危ない                       | 山崎忠昭          | 高遠和茂   | 高遠和茂   | 亀本秀一          | 蔦型デストロイド 野球デストロイド                                |
| 9  | 4月16日        | 乗っ取られた地底ロボ               | 中島康雅          | 西澤晋     | 亀垣一     | 依田正彦          | クラゲ型デストロイド                                             |
| 10 | 4月23日        | 隠された黄金郷の秘密               | 平柳益実          | 小山田桂子 | 小山田桂子 | 矢米泰三          | 魔神型デストロイド                                               |
| 11 | 4月30日        | セイバー発進不可能!?               | 中島康雅          | 亀垣一     | 元永慶太郎 | 鍋島修            | コウモリ型デストロイド                                           |
| 12 | 5月7日         | 強敵!雷デストロイド                | 岸間信明          | 高遠和茂   | 高遠和茂   | 山本天志          | 雷獣型デストロイド                                               |
| 13 | 5月14日        | ランの星の王子様                   | 橋本裕志          | 西澤晋     | 元永慶太郎 | 鍋島修            |                                                                  |
| 14 | 5月21日        | 未来SLは地獄行き?                  | 桶谷顕            | 長岡康史   | 長岡康史   | 矢米泰三          | カマキリ型デストロイド                                           |
| 15 | 5月28日        | 恐竜を釣り上げろ!                  | 岸間信明          | 西澤晋     | 西澤晋     | 鍋島修            | 首長竜型デストロイド                                             |
| 16 | 6月4日         | ぷかりん壊滅作戦                   | 山崎忠昭          | 亀垣一     | 亀垣一     | 亀本秀一          | 白蟻デストロイド ムカデデストロイド                              |
| 17 | 6月11日        | 取り返せ!ピザ焼きロボ              | 大山歳郎          | 飯島正勝   | 中山太一   | 鍋島修            | ピザ焼きデストロイド                                             |
| 18 | 6月18日        | 敵はラン姉ちゃん                   | 橋本裕志          | 元永慶太郎 | 元永慶太郎 | 依田正彦          | 悪魔型ミニデストロイド 工具型デストロイド                        |
| 19 | 6月25日        | 偽ぷかりん現わる                   | 島田元            | 高遠和茂   | 高遠和茂   | 鍋島修            | ターミネーター型デストロイド                                     |
| 20 | 7月2日         | 太陽が2つ!?                        | 桶谷顕            | 小山田桂子 | 小山田桂子 | 依田正彦          | 人工太陽型デストロイド                                           |
| 21 | 7月9日         | ドーム球場の罠                     | 姫野利充          | 亀垣一     | 亀垣一     | 亀本秀一          | マスカット型デストロイド                                         |
| 22 | 7月16日        | 地球連邦ハイジャック               | 宮下隼一          | 西澤晋     | 西澤晋     | 鍋島修            | 昆虫型ミニデストロイド                                           |
| 23 | 7月23日        | 謎の占い師クローネ                 | 橋本裕志          | 高遠和茂   | 高遠和茂   | 鍋島修            | カラス型デストロイド                                             |
| 24 | 7月30日        | ラン姉ちゃん大活躍                 | 山崎忠昭          | 元永慶太郎 | 元永慶太郎 | 鍋島修 牟田清司   | 馬型デストロイド(赤と黒の二体)＝合体デストロイド                 |
| 25 | 8月6日         | 砂漠の巨大アリ地獄                 | 岸間信明          | 飯島正勝   | 中山太一   | 鈴木信一          | アリジゴク型デストロイド                                         |
| 26 | 8月13日        | ゴウとバグの知恵比べ               | 大山歳郎          | 横田和善   | 東こうすけ | 本橋秀之          | エイ型空母デストロイド                                           |
| 27 | 8月20日        | 悪臭大パニック!                    | みなみのひろし    | 堤純子     | 堤純子     | 新谷拓夢          | ワニ型デストロイド タコ型デストロイド                            |
| 28 | 8月27日        | 見えない恐怖接近中                 | 岸間信明          | 飯島正勝   | 飯島正勝   | 鍋島修 牟田清司   | 透明デストロイド                                                 |
| 29 | 9月3日         | 大ピンチ!ぷかりん倒産              | みなみのひろし    | 高遠和茂   | 高遠和茂   | 鍋島修            | 新型カマキリ型デストロイド                                       |
| 30 | 9月10日        | ロボットは芸術家                   | 島田元            | 新谷拓夢   | 山本泰一郎 | 牟田清司          | 彫像型デストロイド                                               |
| 31 | 9月17日        | ケンの恋物語                       | 橋本裕志          | 西澤晋     | 西澤晋     | 鍋島修            | ハリケーン発生マシーン                                           |
| 32 | 9月24日        | 地底の決闘!ゴウ対バグ              | 桶谷顕            | 杉田篤彦   | 亀垣一     | 本橋秀之          | モグラ型デストロイド                                             |
| 33 | 10月8日        | 恐怖の人間標本                     | 岸間信明          | 酒井あきお | 酒井あきお | 牟田清司          | 蜘蛛型デストロイド                                               |
| 34 | 10月15日       | サンセット島の陰謀                 | 宮下隼一          | 元永慶太郎 | 元永慶太郎 | 依田正彦          |                                                                  |
| 35 | 10月22日       | 大都市窒息作戦                     | 山崎忠昭          | 長岡康史   | 長岡康史   | 長岡康史          | 恐竜型デストロイド                                               |
| 36 | 10月29日       | タイムガンで過去へ                 | 岸間信明          | 鍋島修     | 鍋島修     | 鍋島修            | スフィンクス型デストロイド                                       |
| 37 | 11月5日        | Dr.バグは名探偵?                   | 宮下隼一          | 飯島正勝   | 飯島正勝   | 細山正樹 牟田清司 | 破壊工作用デストロイド                                           |
| 38 | 11月12日       | 戻れるか?未来へ!                   | みなみのひろし    | 高遠和茂   | 高遠和茂   | 鍋島修            | 真空管型デストロイド                                             |
| 39 | 11月19日       | カポネと対決!?                     | 岸間信明          | 元永慶太郎 | 元永慶太郎 | 鍋島修            | ミニUFO                                                          |
| 40 | 11月26日       | 地球包囲作戦                       | 山崎忠昭          | 亀垣一     | 亀垣一     | 本橋秀之          |                                                                  |
| 41 | 12月3日        | 日本列島沈没?                      | 岸間信明          | 中山太一   | 中山太一   | 橋本敬史          | Dr.バグ型デストロイド                                            |
| 42 | 12月10日       | 奪われたスカイセイバー             | 宮下隼一          | 飯島正勝   | 飯島正勝   | 牟田清司          |                                                                  |
| 43 | 12月17日       | UFOからの挑戦!                     | 杉田篤彦 松元文一 | 杉田篤彦   | 長岡康史   | 長岡康史          | メカ怪物ゼロ                                                     |
| 44 | 12月24日       | 素敵なXマスプレゼント              | 山崎忠昭          | 元永慶太郎 | 元永慶太郎 | 鍋島修            | スプレー缶型デストロイド                                         |
| 45 | 1992年 1月7日  | Dr.バグを捜せ                      | 岸間信明          | 鍋島修     | 飯島正勝   | 本橋秀之          | ゴーレムデストロイド                                             |
| 46 | 1月14日        | 地球崩壊5分前!                     | 姫野利充          | 西澤晋     | 西澤晋     | 鍋島修            | シーラカンス型移動要塞                                           |
| 47 | 1月21日        | さらばセイバーキッズ               | 亀垣一            | 亀垣一     | 亀垣一     |                   | トーチカ型デストロイド レーザーデストロイド ラスト長官の巨大ロボ |
| 48 | 1月28日        | セイバー発進準備完了（総集編）     |                   | 長岡康史   | 長岡康史   |                   |                                                                  |
| 49 | 2月4日         | ケン、ラン、ゴウの恋物語（総集編） | 西澤晋            | 西澤晋     |            |                   |                                                                  |
| 50 | 2月11日        | セイバー発進完了す（総集編）       | 亀垣一            | 亀垣一     |            |                   |                                                                  |

## 放送局
系列は本放送当時のものを使用。
| 放送期間（または、放送体制）  | 放送時間           | 放送局         | 対象地域       | 備考                              |
| ----------------------------- | ------------------ | -------------- | -------------- | --------------------------------- |
| 1991年2月19日 - 1992年2月11日 | 火曜 18:30 - 19:00 | テレビ東京     | 関東広域圏     | 製作局                            |
|                               |                    | テレビ北海道   | 北海道         |                                   |
| 1991年3月1日-1992年2月21日    | 金曜7:20-7:50      | テレビ愛知     | 愛知県         |                                   |
| 不明                          | 木曜7:20-7:50      | テレビ大阪     | 大阪府         |                                   |
| 1991年2月19日-1992年2月11日   | 火曜18:30-19:00    | テレビせとうち | 岡山県・香川県 |                                   |
|                               |                    | 奈良テレビ放送 | 奈良県         | 独立局                            |
| 1991年4月2日 - 1992年2月11日  |                    | TXN九州        | 福岡県         | 現・TVQ九州放送 1991年4月開局から |
| 遅れネット                    | 火曜 16:00 - 16:30 | 青森テレビ     | 青森県         | TBS系列                           |
|                               | 木曜 17:30 - 18:00 | 山形放送       | 山形県         | 日本テレビ系列 テレビ朝日系列     |
|                               | 水曜 16:10 - 16:40 | 石川テレビ     | 石川県         | フジテレビ系列                    |
|                               | 月曜 17:00 - 17:30 | テレビ信州     | 長野県         | 日本テレビ系列                    |
|                               | 火曜 18:30 - 19:00 | 三重テレビ     | 三重県         | 独立局                            |
|                               | 水曜 17:00 - 17:30 | テレビ和歌山   | 和歌山県       | 独立局                            |

## 備考
メカニカルデザインを手掛けたスタジオOXの杉田篤彦は、当時特撮映画『ゴジラvsキングギドラ』（1991年）の制作にも携わっており、脚本・絵コンテを担当した第43話はゴジラシリーズのパロディとなっているほか、公開されたばかりの同作品を踏襲した内容となっていた。杉田によれば、スタッフが撮影現場を見学した際のノリで制作が決まったといい、タイアップではないにもかかわらず映画のネタバレになるような内容であったのはおおらかな時代であったと述懐している。